# Quillonota cangrejae
Quillonota cangrejae är en stekelart som beskrevs av Ugalde och Ian D. Gauld 2002. Quillonota cangrejae ingår i släktet Quillonota och familjen brokparasitsteklar. Inga underarter finns listade i Catalogue of Life.